# Cyrtodactylus australotitiwangsaensis
Il Cyrtodactylus australotitiwangsaensis Grismer, Wood, Quah, Anuar, Muin, Sumontha, Ahmad, Bauer, Wangkulangkul, Grismer e Pauwels, 2012 è una specie di geco che vive nella penisola di Malacca.

## Etimologia
Il suo nome significa Cyrtodactylus dei monti Titiwangsa meridionali, e deriva dall'area in cui vive, la parte meridionale dei monti Titiwangsa, nella penisola malese. Anche il nome volgare inglese, Southern Titiwangsa Bent-toed Gecko, quello tedesco, Südlicher Titiwangsa-Bogenfingergecko e quello danese, Sydlig Titiwangsa-buefingergekko, riflettono il medesimo significato.

## Descrizione
Il Cyrtodactylus australotitiwangsaensis è un geco di medie dimensioni: la lunghezza muso-cloaca è di circa 12 cm nei maschi adulti (circa 10 nelle femmine). La lunghezza complessiva arriva a 27 cm.
Il colore di fondo del corpo degli adulti è fulvo o beige, mentre sul dorso sono presenti tre o quattro spesse bande marrone scuro dai bordi chiari. La parte superiore della testa è fulva o beige, a volte giallastra. La coda è quasi nera, con bande bianche.

## Biologia

### Comportamento
Si tratta di una specie notturna. Di giorno si nasconde in fessure nelle rocce per mostrarsi di notte, pur rimanendo di solito vicino alla sua fessura preferita, nella quale si ritira se disturbata.

### Riproduzione
Il Cyrtodactylus australotitiwangsaensis si suppone essere una specie ovipara.

## Distribuzione e habitat
La specie vive nelle foreste collinari e montuose inferiori, tra i 1000 e i 1500 m s.l.m., nelle aree ricche di rocce. Certamente questo geco è presente nella parte meridionale dei Monti Titiwangsa, da Fraser's Hill, nello stato del Pahang, a Nord, fino a Gunung Angsi, nel Negeri Sembilan, a Sud. La sua presenza sembra tuttavia essere probabile anche nelle aree montuose immediatamente più a nord.

## Conservazione
La specie è considerata a rischio minimo. Sebbene non sia nota una stima della popolazione, questo geco risulta piuttosto comune, in particolare nel Pahang, sebbene lo sviluppo turistico della zona rappresenti una possibile minaccia.
Localmente, viene anche venduto come animale domestico.